# 202-я воздушно-десантная бригада
202-я воздушно-десантная бригада — воинское соединение Вооружённых Сил СССР, принимавшее участие в Великой Отечественной войне.

## История формирования. Довоенный период
202-я воздушно-десантная бригада (как и другие 5 бригад: 201, 204, 211, 212 и 214-я) сформирована в 1938 году в Хабаровске на базе 1-го авиадесантного полка (в состав воздушных войск Особой Краснознамённой Дальневосточной армии. Дислокация — г. Хабаровск. Командир — М. И. Денисенко) согласно директиве начальника штаба ДВФ № 15/1/00238 от 22.08.1938, и соответствующей директиве Начальника Генерального Штаба Красной Армии № 33332 от 1938 года.

После переформирования все воздушно-десантные бригады были переданы в подчинение сухопутных войск. Каждая воздушно-десантная бригада по штату имела 1689 человек личного состава и включала в себя:
-один парашютный батальон;
-один мотомеханизированный батальон;
-артиллерийский дивизион;

По итогам 1938 учебного года по всем видами боевой и политической подготовки 202-я вдбр заняла первое место и была награждена переходящим Красным знаменем Военного совета.
Бригадой командовали:
- Денисенко М. И. (с 1938 г.), майор. (Денисенко Михаил Иванович. Герой Советского Союза)
- Карижский Г. И. (~ с 22.06.1941) (Карижский Григорий Иванович. Герой Советского Союза)

История 202-й Воздушно-десантной бригады овеяна подвигами её личного состава. Например, когда советский женский экипаж самолёта «Родина», в который входили Валентина Гризодубова, Марина Раскова и Полина Осипенко, совершая беспосадочный перелёт из Москвы на Дальний Восток и преодолев за 26 часов 6450 км, оказался в беде — самолёт упал в дальневосточную тайгу — именно десантники 202 Воздушно-десантной бригады (202 ВДБ) 4 октября 1938 г. отыскали и собрали вместе членов героического экипажа, оказали им медицинскую помощь. (Командир экипажа «Родина»)
В августе 1939 г. во время боевых действий на реке Халхин-Гол в тыл противника была высажена группа бойцов 202 ВДБ, внесшая большой вклад в разгром противника.
А на осенних тактических учениях в 1939 г. десантники 202 ВДБ получили наивысшую оценку. Скупой на похвалы маршал Конев назвал их «молодцами», «орлами».

## Великая Отечественная война
Личный состав бригады героически проявил себя в боях на фронтах Великой Отечественной войны, составляя костяк 10-й Гвардейской Воздушно-десантной дивизии (Боевой путь 10-й гвардейской Криворожской ордена Суворова 2 степени воздушно-десантной дивизии.), а также 114 Гвардейской дивизии 39-го Гвардейского стрелкового корпуса.
В июле 1942 г. из состава 202 ВДБ были отправлены на фронт три батальона. На их базе была сформирована 4-я манёвренная воздушно-десантная бригада, ставшая костяком 10-й воздушно-десантной дивизии.
Боевое крещение десантники 202 ВДБ получили в составе 10 Воздушно-десантной дивизии, участвуя в Старо-Русской операции. За отличные боевые действия в этом районе дивизия получила звание «Гвардейской».
27 августа 1943 г. 202 ВДБ была переброшена на окраину Харькова. Затем последовали бои за Харьков и самая яркая страница истории бригады — форсирование Днепра. За эту операцию 38 бойцов и офицеров дивизии получили звание Героев Советского Союза, из них 10 звёзд Героя — на счету десантников 202 ВДБ.

В августе 1944 г. из состава частей и соединений действующей армии, а также из вновь сформированных создано в составе ВДВ три гв. воздушно-десантных корпуса:
- 37-й (командир генерал-лейтенант П. В. Миронов);
- 38-й (командир генерал-лейтенант А. И. Утвенко);
- 39-й (командир генерал-лейтенант М. Ф. Тихонов).

В октябре корпуса сведены в Отдельную гв. воздушно-десантную армию (командующий генерал-майор И. И. Затевахин).
В 37-й корпус вошли 13, 98 и 99-я гв. воздушно-десантные дивизии; 38-й корпус −11, 12 и 16-я гв. воздушно-десантные дивизии; 39-й — 8, 14 и 100-я воздушно-десантные дивизии.
В декабре 1944 г. Отдельная гвардейская воздушно-десантная армия переименована в 9-ю гвардейскую армию (командующий генерал-полковник В. В. Глаголев). Корпуса и дивизии стали именоваться стрелковыми, некоторые дивизии получили новые номера: 37-й гвардейский корпус состоял из 98, 99 и 103-й гв. стрелковых дивизий; 38-й — 104, 105 и 106-й гв. стрелковых дивизий; 39-й — 100, 107 и 114-й гв. стрелковых дивизий.

### Переформирование в стрелковый полк
Отправив на фронт 3 батальона, оставшаяся в Хабаровске 202 ВДБ пополнила свои ряды за счет призыва 1942 г. и в августе 1944 г. в полном составе убыла в г. Тейково Ивановской области. Здесь на её базе был создан 350-й гвардейский стрелковый полк, командиром которого был назначен бывший командир 202-й подполковник Первеев Фёдор Павлович, которого десантники уважительно звали «Батя». Боевое знамя 202 ВДБ до конца войны осталось в этом полку и вместе с полковым знаменем прошло по многим полям брани. Оно многократно было пробито вражескими пулями. — Комната Боевой Славы "202-й воздушно-десантной бригады"
С 4 марта по 26 апреля 1945 года 350-й гвардейский стрелковый полк принимал участие в боях с немецко-фашистскими захватчиками на территории Венгрии и Австрии. В ходе Венской наступательной операции принимал участие в освобождении городов: Зирец (освобождён 23 марта
1945), Папа (освобождён 26 марта 1945), Винер-Нойштадт, Нойенкирхен (освобождены 2 апреля 1945); Вена (освобождена 13 апреля 1945);
Корнейбург (освобождён 15 апреля 1945). За образцовое выполнение боевых задач в боях с немецко-фашистскими захватчиками 2837 военнослужащих полка были награждены орденами и медалями, а в мае 1945 года 350-й гвардейский стрелковый полк награждён орденом Суворова
III степени.
В феврале-марте 1945 г. стрелковый корпус прошёл с боями почти через всю Венгрию. Особенно кровопролитным был бой за город Папа, начавшийся вечером 25 марта и закончившийся к 3.00 ночи 26 марта взятием этого города. Указом Президиума Верховного Совета СССР за образцовое выполнение боевого задания по овладению г. Папа и проявленные при этом доблесть и мужество дивизия (114-я гвардейская стрелковая дивизия) была награждена орденом Красного Знамени.

За отличие в боях при овладении Веной 114 гвардейской стрелковой дивизии было присвоено наименование Венской, она была награждена орденом Суворова 1-й степени, а магистратом города командиру дивизии были вручены ключи от Вены в знак бесспорной победы.
11 мая дивизия встретилась с американской армией южнее г. Праги. Бойцам и офицерам дивизии было объявлено 8 благодарностей Верховного Главнокомандующего, а Москва дважды салютовала победителям.
За образцовое выполнение боевых задач в боях с немецко-фашистскими захватчиками 2837 военнослужащих полка были награждены орденами и медалями, а в мае 1945 года 350-й гвардейский стрелковый полк награждён орденом Суворова III степени. 

После Великой Отечественной войны 114 гвардейская Краснознамённая Венская стрелковая дивизия дислоцировалась в Белорусском военном округе. Два её полка 357 и 350 гвардейские стрелковые полки разместились в Боровухе-1.
С 15 июня по 1 июля 1946 года 114-я Краснознамённая гвардейская Венская стрелковая дивизия переформирована в воздушно-десантную дивизию с сохранением номера, наград и присвоенного наименования. 350-й гвардейский ордена Суворова III степени стрелковый полк был преобразован в 350-й гвардейский ордена Суворова III степени парашютно-десантный полк.

## Полное наименование
- 202-я воздушно-десантная бригада

## Подчинение
| 3-й Украинский фронт | Дата | Фронт (округ) | Армия 9-я гвардейская армия | Корпус 39-й гвардейский стрелковый корпус | Примечания |

## Командиры бригады
- Первеев Фёдор Павлович, подполковник

## Память
30.05.84г. В Хабаровске на здании Дома офицеров Российской Армии, на Большом Аэродроме, состоялось открытие мемориальной доски, посвящённой 202-й Воздушно-десантной бригаде.

Совет ветеранов поручил учащимся 50-й школы собрать материал о 202-й ВДБ. Созданный Совет Комнаты Боевой Славы, в который входили старшеклассницы Бережная Люда, Решетнёва Лариса, Чжен Катя, Николаева Лилия, работавшие под руководством Коваленко Людмилы Романовны, обратился к Наумову Николаю Афанасьевичу — председателю Совета ветеранов 39-го Венского Краснознамённого Воздушно-десантного корпуса, в который входила 202-я ВДБ. Он помог организовать ребятам поисковую работу, чтобы создать Комнату Боевой Славы и увековечить память героев 202-й ВДБ. 23.02.85г. в школе прошла первая встреча с ветеранами Кутейниковым, Шиловым, Глотовым, Тарахтеевым, Чернышёвым.
Готовясь к 40-летию Победы, Совет КБС провёл большую поисковую работу. Итогом этой работы стало открытие 30.04.85г. Комнаты Боевой Славы.
И вот уже более 20 лет работает в школе Комната Боевой Славы, торжественные мероприятия проводятся у стелы, посвящённой 14 героям 202 ВДБ, ветераны бригады являются частыми гостями нашего лицея.— История создания комнаты боевой славы имени 202 - ой Воздушно -Десантной Бригады

Детско-юношеский центр «Импульс», в лице добровольческого отряда «Удача» с осени 2011 года занимался поисково- исследовательской деятельностью. Члены отряда собирали информацию о 202- й воздушно- десантной бригаде, которая с 1934 года базировалась на Большом аэродроме в Хабаровске. В 1942 году 3 батальона из 4- х ушли на фронт, в гарнизоне остался всего 1 батальон, который позже «добрали» из призывников и некоторых заключённых. А в 1944 году, осенью, бригада в полном составе убыла на фронт. Бригада, переформированная в 350- й гвардейский стрелковый полк, принимала участие в боях за освобождение Австрии, Чехословакии, Венгрии. Командиру именно этой бригады были вручены Ключи от Вены после её освобождения. Среди тех, кто воевал под знаменем 202-й ВДБ — 14 Героев Советского Союза.— 202-я воздушно-десантная бригада
В 2013 году в Хабаровске — городе воинской славы появилась новая улица. Решение о присвоении имени 202-й воздушно-десантной бригады безымянной хабаровской улице принято в департаменте муниципальной собственности администрации краевого центра.

С ветеранами 202-й воздушно-десантной бригады по-настоящему дружат уже несколько поколений учеников многопрофильного лицея — с самого основания этого образовательного учреждения (тогда он был школой № 50). Результатом поисковой работы ребят стал музей боевой славы, возле школы появились аллея памяти 14 Героев Советского Союза, служивших в составе бригады. Но, как оказалось, название аллеи, как и материалы музейной экспозиции, нуждается в корректировке. Недавно школьники выяснили, что в составе 202-й воздушно-десантной бригады был ещё один Герой Советского Союза: командир отделения Федор Михайлович Тюнин. Его имя теперь тоже будет увековечено не только на родине в Рязанской области, где установлена мемориальная доска в честь земляка, но и на школьном памятнике.— У ГОРОДА ВОИНСКОЙ СЛАВЫ - НОВАЯ СЛАВНАЯ УЛИЦА